# Bristol (Vermont, város)
Bristol város az USA Vermont államában, Addison megyében. Lakosainak száma 3782 fő (2020. április 1.).

## Népesség
A település népességének változása:
| Lakosok száma | 211  | 1051 | 1233 | 1365 | 1828 | 1952 | 1939 | 2744 | 3762 | 3782 |
|               | 1790 | 1820 | 1840 | 1870 | 1890 | 1920 | 1940 | 1970 | 1990 | 2020 |